# Thriller 25
Albums de Michael Jackson
Visionary: The Video Singles
(2006) King of Pop
(2008)
Singles
Thriller 25 est un album de Michael Jackson sorti en 2008 afin de célébrer le 25e anniversaire de l'album Thriller. Thriller 25 a été l'une des dernières œuvres enregistrées du vivant du chanteur, dans laquelle il a par ailleurs été fortement impliquée, coproduisant toutes les nouvelles chansons remixées. 
En 2022, Thriller est à nouveau réédité pour le 40e anniversaire de l'album.

## Composition
Le disque de Thriller 25 comprend deux parties. La première est une réédition de l'album original (pistes 1 à 9). La seconde, après une courte piste contenant la voix de Vincent Price, contient six titres inédits : cinq remixes ainsi que For All Time. Pour les remixes, le « Roi de la Pop » a fait appel à des valeurs sûres du monde du hip-hop et du R'n'B, à savoir Will.i.am, Akon, Fergie et Kanye West.

## Promotion
Lors des NRJ Music Awards 2008, Michael Jackson reçoit un NRJ Music Award d'honneur pour l'ensemble de sa carrière et profite de cette occasion pour adresser un message vidéo aux fans français et annoncer la sortie de Thriller 25.

## Liste des titres
1. Wanna Be Startin' Somethin' (Jackson) - 6:03
2. Baby Be Mine (Temperton) - 4:20
3. The Girl Is Mine (avec Paul McCartney) (Jackson) - 3:42
4. Thriller (Temperton) - 5:58
5. Beat It (Jackson) - 4:18
6. Billie Jean (Jackson) - 4:54
7. Human Nature (Steve Porcaro & John Bettis) - 4:06
8. P.Y.T. (Pretty Young Thing) (James Ingram & Quincy Jones) - 3:59
9. The Lady in My Life (Temperton) - 4:59
10. Vincent Price vocal recording (excerpt) (Temperton) - 0:24
11. The Girl Is Mine 2008 (avec Will.i.am) (Jackson/Will.I.Am/Harris) - 3:11
12. P.Y.T. (Pretty Young Thing) 2008 (avec Will.i.Am) (Jackson/Will.I.Am/Harris) - 4:17
13. Wanna Be Startin' Somethin' 2008 (avec Akon) (Jackson/Akon/Tuinfort) - 4:11
14. Beat It 2008 (avec Fergie) (Jackson) - 4:10
15. Billie Jean 2008 Kanye West mix (Jackson) - 4:34
16. For All Time (Porcaro/Sherwood) - 4:08 (inédit)

Note : Les titres 11, 12, 14 sont produits par Will.i.am ; le titre 13 est produit par Akon et le titre 15 est produit par Kanye West.

### Titre bonus
- Au Japon

17. Got the Hots (Jackson/Jones) - 4:27

### DVD
1. Billie Jean (clip) - 4:56
2. Beat It (clip) - 4:59
3. Thriller (clip) - 13:42
4. Billie Jean (performance lors de Motown 25: Yesterday, Today, Forever) - 4:59

Note : Ce DVD est inclus uniquement dans les éditions collector CD et DVD.

## Critique
L'album a été généralement bien reçu par la critique malgré une opinion selon laquelle les nouveaux titres n'étaient pas assez bien réussis pour certains commentateurs.
AllMusic note que « pour une raison quelconque, des superstars imitant Michael comme Justin Timberlake et Chris Brown n'ont pas participé [à l'album], mais Akon, Fergie et Will.i.am l'ont fait », tout en jugeant la ballade For All Time « parfaitement bonne ».
Le magazine Rolling Stone a quant à lui décrit la nouvelle version de Wanna Be Startin' Somethin' comme « en fait plutôt géniale ».
Pop Matters a jugé la nouvelle version de The Girl Is Mine « meilleure que l'originale ».

## Accueil
À sa sortie, l'album s'est classé 2e du Billboard Comprehensive Albums et 1er au Top Pop Catalog Albums aux États-Unis. Il s'est également classé dans les premières places de ventes d'albums de nombreux pays, et même premier dans neuf d'entre-eux, dont la France (SNEP).
Aux États-Unis, Thriller 25 a été l'« album catalogue »  le plus vendu de 2008, avec 1,2 million d'exemplaires écoulés.
En France, où Michael Jackson avait annoncé Thriller 25 lors de la cérémonie des NRJ Music Awards, l'album a obtenu la certification or avec 300 000 exemplaires vendus. La chanson Wanna Be Startin' Somethin' 2008 a quant à elle connu un certain succès, notamment à la radio.
Avant la mort de Michael Jackson le 25 juin 2009, plus de 3 millions d'exemplaires de Thriller 25 s'étaient écoulés au niveau mondial, soit le meilleur résultat pour un album du chanteur depuis Invincible (2001). Comme pour ses autres disques, Thriller 25 a connu un regain d'intérêt à la suite de son décès.

### Singles
Deux titres, The Girl Is Mine 2008 et Wanna Be Startin 'Somethin' 2008, sont sortis en single avec un succès modéré, et d'autres remixes ont réussi à être classés malgré l'absence de sortie physique.

## Divers
- Akon a été contacté au départ pour participer à la version remixée de Billie Jean mais il a finalement choisi Wanna Be Startin' Somethin', déclarant que c'était sa chanson préférée de Thriller.
- Michael Jackson proposa à Will.i.am de remixer la chanson Thriller mais ce dernier, jugeant le titre parfait, choisit à la place The Girl Is Mine.
- Un single promotionnel de P.Y.T. 2008 fut édité pour les radios américaines.
- For All Time avait été écrite et proposée par Michael Sherwood et Steve Porcaro (musicien du groupe Toto) à Michael Jackson lors de la conception de Thriller. La chanson fut écartée à l'époque mais Quincy Jones retiendra Human Nature, une autre composition de Porcaro. La version de For All Time présente sur cette édition anniversaire est en réalité issue des sessions studio de Dangerous et circulait entre fans de façon illégale depuis plusieurs années. Celle-ci avait été écartée à l'époque pour être remplacée par Gone Too Soon.
- La ligne mélodique de Got the Hots fut reprise par Siedah Garrett en 1988 pour son titre Baby Got It Bad sur l'album Kiss of Life, produit par Quincy Jones.
- L'édition simple CD affiche au recto l'image originale de la pochette de Thriller (Michael Jackson en costume blanc sur fond noir) et au verso une photo-portrait de l'artiste issu du clip de Thriller.
- Le livret, revu pour l'occasion, contient en première page un message personnel de remerciement de Michael Jackson.

## Éditions collector
- Classic CD Edition : CD et DVD réunis avec un étui en hologramme. Visuel identique à celui de l'édition simple CD ;
- Zombie CD Edition :  CD et DVD réunis avec un étui en hologramme. Le recto du coffret montre Michael Jackson entouré de zombies[6] ;
- Deluxe Edition : CD et DVD réunis dans un livre-disque avec un livret contenant plus de photos et de textes (tirage limité à 90 000 exemplaires). Étui en hologramme. Recto identique à celui de la Zombie CD Edition[7] ;
- Vinyl Edition : édition double vinyle. Il existe également une édition simple vinyle picture disc, sans les titres de 2008, avec sur la face A l'image classique de la pochette de Thriller et sur la face B l'image de la Zombie CD Edition.

### Autres éditions
- Aux États-Unis, Thriller 25 a été commercialisé en coffret (Walmart Fan Pack) avec le DVD Number Ones.
- Pour le Japon est sorti un coffret intitulé Thriller 25: Limited Japanese Single Collection, contenant sept CD[8].